# Son Real
Son Real este o arie protejată (arie de protecție specială avifaunistică — SPA) din Spania întinsă pe o suprafață de 908,87 ha, integral pe uscat.

## Localizare
Centrul sitului Son Real este situat la coordonatele 39°44′30″N 3°11′26″E / 39.7417°N 3.1906°E.

## Înființare
Situl Son Real a fost declarat arie de protecție specială avifaunistică în ianuarie 2019 pentru a proteja 4 specii de animale.

## Biodiversitate
Situată în ecoregiunea mediteraneană, aria protejată nu include niciun habitat protejat.
La baza desemnării sitului se află mai multe specii protejate de  păsări (4): vultur pescar (Pandion haliaetus), turturică (Streptopelia turtur), Sylvia sarda balearica, silvie de tufiș (Sylvia undata).